# Eragrostis spectabilis
Espèce
Eragrostis spectabilis est une espèce de plantes à fleurs de la famille des Poaceae. Elle est connue sous le nom de purple lovegrass. Originaire du sud du Canada jusqu'au nord-est du Mexique, elle a été décrite pour la première fois par Frederick Traugott Pursh en 1813 sous le nom de Poa spectabilis, et transférée à Eragrostis par Ernst von Steudel en 1840.
Cette espèce est facilement consommé par les animaux herbivores.

## Description
Eragrostis spectabilis est une graminée érigée et touffue qui pousse de 30 à 70 cm de haut. Son nom commun « amarante pourpre », vient de son inflorescence au sommet de la tige. La floraison a lieu de la fin de l'été au début de l'automne. Les fleurs deviennent violettes et contiennent les graines. Lorsque la plante continue à mûrir, l'inflorescence se détache souvent et son mouvement disperse les graines. Ces graines sont d'un brun rougeâtre et mesurent de 0,6 à 0,8 mm de long. À l'automne, après la dispersion des graines, la tige et les branches de la plante prennent une couleur brun tendre ou havane.  L'inflorescence de Eragrostis spectabilis présente une structure de ramification verticillée, avec trois branches partant du rachis à la fois.

## Distribution
Eragrostis spectabilis est une espèce indigène de l'est et du centre de l'Amérique du Nord, du Maine jusqu'au Dakota du Sud à l'ouest, et au sud jusqu'à la Floride et l'Arizona et même jusqu'au Mexique. Outre son aire de répartition indigène en Amérique du Nord, l'amarante pourpre est largement cultivée en Chine en tant que plante ornementale non indigène.

## Écologie
Eragrostis spectabilis est une plante vivace et entre en dormance pendant l'hiver. Elle préfère les sols sablonneux et les zones perturbées telles que les bords de route sablonneux ou graveleux, les plaines et les bois. Eragrostis spectabilis est également très résistante à la sécheresse, au sel et au froid, ce qui en fait un excellent choix pour l'introduction sur les bords de route, en particulier dans les régions plus froides avec des chutes de neige saisonnières ; une fois établie, cette plante ne nécessite que peu ou pas d'attention supplémentaire. Elle préfère le plein soleil, mais tolère la mi-ombre et aime les sols humides. Elle se propage par l'intermédiaire de rhizomes, ainsi que par la dispersion des graines à la fois par les oiseaux et par le mouvement de la panicule sous l'effet du vent; les graines sont soumises à la dormance physiologique et sont prêtes à germer après une période de dormance d'environ dix semaines.

## Usages
Eragrostis spectabilis est souvent utilisé dans les tentatives de réintroduction d'espèces indigènes dans les zones perturbées, en particulier dans les plaines et les zones chaudes et sablonneuses, car il se propage facilement par les graines et a un taux de dormance élevé (60%), qui n'augmente qu'après sa période de dormance ; le seul problème est qu'il n'est pas largement disponible pour un usage commercial et qu'il peut donc être coûteux. En outre, elle est utilisée comme plante de contrôle de l'érosion, car ses racines fibreuses maintiennent le sol en place. Il peut également être utilisé comme alternative au gazon dans les zones peu fréquentées, car il n'a besoin d'être tondu que quelques fois par saison de croissance. Les inflorescences séchées sont souvent utilisées dans les compositions florales séchées.
Eragrostis spectabilis attire également plusieurs espèces d'oiseaux et de papillons, ainsi que d'autres pollinisateurs. Les graines sont utilisées comme source de nourriture pour les petits mammifères, tels que les souris et les oiseaux chanteurs, et ont tendance à être riches en nutriments. Elle est également utilisée comme plante de pâturage pour le bétail et les animaux sauvages tels que les cerfs, qui déterrent la partie basale de la tige pour l'utiliser comme source de nourriture pendant l'hiver. La plante elle-même est souvent utilisée comme matériau de nidification et comme couverture pour les animaux plus petits.

## Systématique
Le nom correct complet (avec auteur) de ce taxon est Eragrostis spectabilis (Pursh) Steud..
L'espèce a été initialement classée dans le genre Poa sous le basionyme Poa spectabilis Pursh.
Ce taxon porte en français les noms vernaculaires ou normalisés suivants : Éragrostide admirable, Éragrostis admirable, éragrostide brillante, Éragrostide admirable, Éragrostis admirable.
Eragrostis spectabilis a pour synonymes :
- Eragrostis geyeri Steud.
- Eragrostis pectinacea var. spectabilis (Pursh) A.Gray
- Eragrostis pectinacea A.Gray
- Eragrostis spectabilis var. sparsihirsuta Farw.
- Eragrostis spectabilis var. spectabilis
- Eragrostis velutina Schrad.
- Erochloe spectabilis Raf.
- Erochloe spectabilis Raf. ex B.D.Jacks.
- Megastachya spectabilis (Pursh) Roem. & Schult.
- Poa amabilis Walter
- Poa hirsuta var. spectabilis (Pursh) Torr.
- Poa pectinacea Geyer
- Poa pectinacea Geyer ex Steud.
- Poa spectabilis Pursh
- Poa villosa Beyr.
- Poa villosa Beyr. ex Schrad.